# Kate Linder
Kate Linder (Pasadena, California, 2 de noviembre de 1947) es una actriz estadounidense conocida principalmente por su interpretación de Esther Valentine en la telenovela The Young and the Restless. 

## Vida
Linder, que es judía, nació en Pasadena, California, y se graduó con una licenciatura en artes teatrales de la Universidad Estatal de San Francisco. Durante ese tiempo, también comenzó a trabajar como asistente de vuelo para Transamerica Airlines.  
El 14 de febrero de 1976 se casó con Ronald Linder.

## Carrera
Después de su graduación, Linder encontró trabajo en la televisión, incluyendo un papel en la Place de Archie Bunker y Bay City Blues.

Linder ha sido protagonista en The Young and the Restless por 30 años y ella es también una de dos Daytime Gobernadores de la Academia de Televisión, Artes y Ciencias, que se presentan los premios Emmy. 
Es también el portavoz nacional de la Asociación ELA y es miembro activo de Cares TV, SIDA recaudación de fondos y la conciencia la organización del ATAS, y la Fundación Make-a-Wish Foundation.
Por sus contribuciones en la televisión, Linder obtuvo una estrella en Hollywood Walk of Fame . 
Ella es el cuarto actor para ganar una estrella en el Paseo de la Fama únicamente en los méritos de actuar en una telenovela, después de Macdonald Carey, Jeanne Cooper y 2005 homenajeado Susan Lucci. 
En 2000, después de 30 años en telenovelas Linder hizo su debut cinematográfico. Actuó en varias producciones independientes, como la histeria y Borrados.

## Filmografía

### Series de televisión
| Año             | Título                     | Personaje        | Notas           |
| --------------- | -------------------------- | ---------------- | --------------- |
| 1973 - presente | The Young and the Restless | Esther Valentine | 2.088 episodios |

## Premios y nominaciones
| Año  | Categoría  | Premio                         | Nominación | Resultado |
| ---- | ---------- | ------------------------------ | ---------- | --------- |
| 2008 | Television | Star on the Walk of Fame Award | -          | Ganó      |